# Ottoline Leyser
Henrietta Miriam Ottoline Leyser Day (7 de marzo de 1965 (60 años) conocida como Ottoline Leyser, es una botánica y fisióloga vegetal británica; y, profesora de Desarrollo Vegetal en la Universidad de Cambridge; y, directora del Sainsbury Laboratorio, Cambridge.

## Educación
Leyser se educó en Newnham College, Cambridge donde obtuvo un Bachelor de Artes en 1986, y un PhD en Genética en 1990 por la misma Universidad, donde investigó bajo la supervisión de Ian Furner.

## Investigaciones
En 1990, realizó la defensa de su tesis An analysis of fasciated mutants of Arabidopsis thaliana and the role of cytokinin in this phenotype (Un análisis de mutantes fasciados de Arabidopsis thaliana y el papel de la citoquinina en este fenotipo).
Sus intereses de investigación se encuentran en la genética del desarrollo de las plantas y la interacción de las hormonas vegetales con el ambiente.

## Premios y honores

### Membresías
- 2012: elegida asociada extranjera de la Academia Nacional de Ciencias de Estados Unidos.[13]

- 2007: de la Organización de Biología Molecular Europea.[2]

- 2007: elegida, de la Sociedad Real (FRS) en 2007. En su nombramiento se lee:

Ottoline Leyser ha hecho contribuciones únicas y centrales a la comprensión del desarrollo. El foco de su trabajo ha sido las hormonas de la planta, notablemente la auxina, y su identificación del receptor de la auxina, resolvió un problema clásico en biología. Aisló varios de los mutantes clave y ha elucidado las vías ascendentes y descendentes de la acción hormonal, utilizando este conocimiento para caracterizar el control de la arquitectura de los brotes.

Leyser desempeñó un papel de liderazgo mundial en la promoción de Arabidopsis como un organismo modelo clave en la biología moderna y ha proporcionado liderazgo a la comunidad de investigación de Arabidopsis a través de la red de recursos GARNet.

### Honores
- 2009:  Comendadora nombrada del Orden del Imperio británico (CBE) en los Honores de Año Nuevo 2009.[15] Es actualmente miembro del Nuffield Consejo en Bioética y miembro del Consejo Laborable de Biocombustibles (2009-2011).[16]

- 2017: nombrada Dama Comandante de la Orden del Imperio británico (DBE) en el 2017 Año Nuevo Honores por servicios en botánica, sociología e igualdad y diversidad en ciencia.[17]

## Vida personal
Leyser es hija de los historiadores Henrietta y Karl Leyser. Se casó con Stephen John Day en 1986; y, tienen un hijo y una hija.